# Eduard Niczky

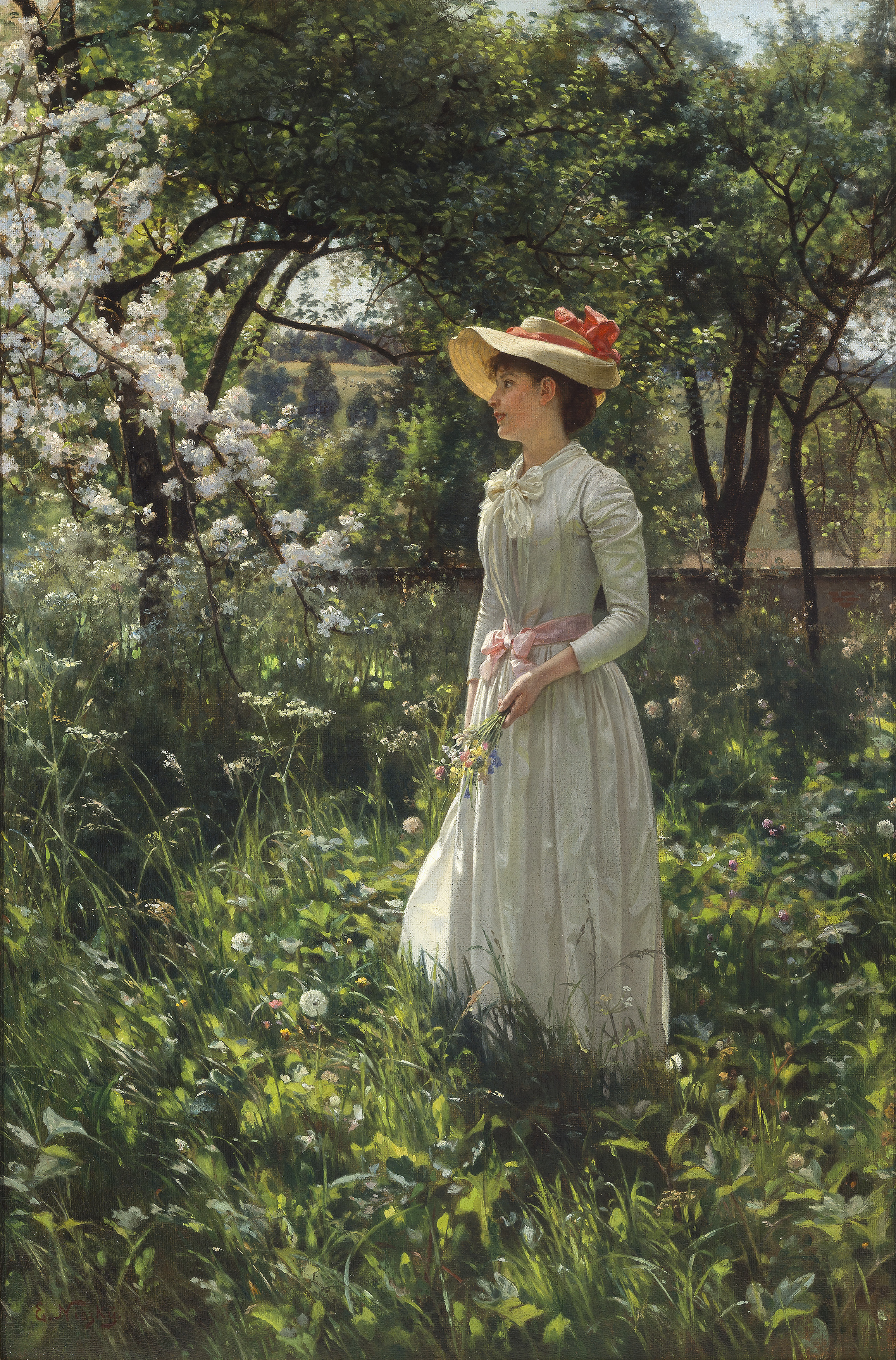
Eduard Niczky: Frühling, um 1893

Eduard Niczky (* 17. Juli 1850 in Kassel; † 16. Mai 1919 in München) war ein deutscher Maler.

## Leben
Eduard Niczky war der Sohn eines Kasseler Ingenieurs. Zunächst besuchte er die Kasseler Kunstakademie. Ab November 1871 studierte er an der Münchner Königlichen Akademie der Bildenden Künste bei Arthur von Ramberg. Er wurde vor allem bekannt durch seine zahlreichen Genrebilder und Porträts, die sich heute noch in bekannten Sammlungen befinden. Niczky war Mitglied der Münchner Künstlergenossenschaft.
Sein Sohn war der Maler und Grafiker Rolf Niczky, sein Neffe der Fotograf Joe Niczky.